# 蘇爾西科-克列夫采韋
48°18′37″N 34°53′41″E / 48.31028°N 34.89472°E
蘇爾斯科-克雷夫采韋（烏克蘭語：Сурсько-Клевцеве）是烏克蘭中部的村莊，隸屬第聶伯羅彼得羅夫斯克州的第聶伯羅區。該村處於莫克拉蘇拉河畔，海拔高度74米，2001年人口201。